# La Tía Cato
Pour plus de détails, voir Fiche technique et Distribution.
La Tía Cato est un film documentaire colombien réalisé en 1994.

## Synopsis
La tía Cato, chanteuse de Lumbalú et descendante directe de Catalina Luango de Angola, raconte l'histoire de son ancêtre, des Lumbalú et des Kuagros. Elle explique également l'organisation sociale des habitants de Palenque.

## Fiche technique
- Réalisation : Teresa Saldarriaga
- Production : Yuma Vídeo Cine
- Recherches : Clara Inés Guerrero - Movimiento Cimarrón
- Image : Daniel Valencia
- Son : Hipólito Mendoza
- Montage : César Barreto